# Once a Thief (serie televisiva)
Once a Thief, nota anche come John Woo's Once a Thief, è una serie televisiva canadese, trasmessa per la prima volta nel corso di una sola stagione da 22 episodi dal 1997 al 1998, ispirata al film di John Woo Once a Thief del 1991. Fa da preludio alla serie il film per la televisione Soluzione estrema (1996), un rifacimento del suddetto Once a Thief ad opera dello stesso Woo.

## Trama
Li Ann Tsei, un'orfana che è cresciuta tra i membri della famiglia cinese dei Tang - una spietata organizzazione criminale - s'innamora di Mac Ramsey, un ladro che lavora per la famiglia. Tuttavia, quando si fidanza, in una maniera forzata perché manipolata dalla famiglia, con l'erede del clan Michael Tang, i due falsano la loro morte nel tentativo di fuggire dal paese. Li Ann fugge, ma Mac viene arrestato e lasciato a marcire in una prigione cinese.
Due anni più tardi, viene rilasciato e portato in Canada, a Vancouver, dove una donna misteriosa conosciuta come "il direttore" lo impiega per la sua lotta contro la criminalità in una squadra con Li Ann e Victor Mansfield, un poliziotto caduto in disgrazia. 
Dopo il successo del film per la televisione pilota del 1996, Glenn Davis e William Laurin crearono la serie che debuttò nel settembre del 1997, con John Woo come produttore esecutivo. La serie iniziò con valutazioni forti, che ben presto crollarono, e fu messa in pausa a novembre dopo 9 episodi. Quando tornò in onda, nel gennaio del 1998, le valutazioni diminuirono ancora. Tutti i 22 episodi andarono poi in onda durante la stagione, ma la serie non fu rinnovata.

## Personaggi e interpreti
- Mac Ramsey (22 episodi, 1997-1998), interpretato da Ivan Sergei.
- Li Ann Tsei (22 episodi, 1997-1998), interpretata da Sandrine Holt.
- Victor Mansfield (22 episodi, 1997-1998), interpretato da Nicholas Lea.
- Il Direttore (22 episodi, 1997-1998), interpretato da Jennifer Dale.
- Agente Dobrinsky (15 episodi, 1997-1998), interpretato da Howard Dell.
- Murphy (11 episodi, 1997-1998), interpretato da Greg Kramer.
- Camier (11 episodi, 1997-1998), interpretato da Julian Richings.
- Jackie Janczyk (8 episodi, 1998), interpretato da Victoria Pratt.
- Nathan Muckle (6 episodi, 1997-1998), interpretato da James Allodi.
- Padrino Tang (3 episodi, 1996-1998), interpretato da Robert Ito.
- Michael Tang (3 episodi, 1996-1998), interpretato da Michael Wong.
- Dottor Fry (2 episodi, 1997-1998), interpretato da Gerry Quigley.

## Produzione
La serie fu prodotta da Alliance Communications Corporation e Baton e CTV Television Network e NDG Productions e WCG Entertainment Productions e girata a Toronto in Canada. Le musiche furono composte da Ken Worth.

### Registi
Tra i registi sono accreditati:
- Peter D. Marshall in 5 episodi (1997-1998)
- David Wu in 5 episodi (1997-1998)
- John Fawcett in 3 episodi (1997-1998)
- T.J. Scott in 3 episodi (1997-1998)
- Steve DiMarco in 2 episodi (1997-1998)
- John Paizs in 2 episodi (1998)

### Sceneggiatori
Tra gli sceneggiatori sono accreditati:
- Glenn Davis in 10 episodi (1997-1998)
- William Laurin in 10 episodi (1997-1998)
- Phil Bedard in 6 episodi (1997-1998)
- Larry Lalonde in 6 episodi (1997-1998)
- Jack Blum in 2 episodi (1997-1998)
- Sharon Corder in 2 episodi (1997-1998)
- Steven Barwin in 2 episodi (1998)
- Paul Quarrington in 2 episodi (1998)
- Gabriel David Tick in 2 episodi (1998)

## Distribuzione
La serie fu trasmessa in Canada dal 29 settembre 1996 al 2 maggio 1998 sulla rete televisiva CTV. In Italia è stata trasmessa dal luglio del 2000 su Italia 1 con il titolo Once a Thief.
Alcune delle uscite internazionali sono state:
- in Canada il 15 settembre 1997 (Once a Thief, pilot)
- negli Stati Uniti nel settembre 1997
- in Francia il 10 gennaio 1998 (Les repentis)
- in Germania il 1º settembre 1998 (John Woo's The Thief)
- in Romania il 5 settembre 1998
- in Svezia il 18 gennaio 1999
- in Portogallo il 23 maggio 1999 (Ladrão Que Rouba Ladrão)
- in Ungheria l'11 giugno 2001 (Rablóból pandúr)
- in Finlandia (Kerran varas, aina varas?)
- in Spagna (Matar a un ladrón)
- in Italia (Once a Thief)

## Episodi
| Stagione       | Episodi | Prima TV Canada |
| -------------- | ------- | --------------- |
| Prima stagione | 22+1    | 1997-1998       |